# Landesausbau in Südwestfrankreich

Karte von Frankreich aus dem Jahr 1030

Der Landesausbau in Südwestfrankreich bezeichnet die Binnenkolonisation des weitgehend siedlungsfreien Raumes in der heutigen Region Aquitanien, die mit dem Sieg der französischen Krone am Ende des Hundertjährigen Krieges 1453 an Frankreich fiel. Dieser Prozess vollzog sich in der zweiten Phase des europäischen Landesausbaus ab dem 10. Jahrhundert.

## Ursachen
Als eine Ursache der Kolonisationsbewegung gilt die Zunahme der Bevölkerung zwischen dem 11. und 13. Jahrhundert in Europa. Dadurch war es notwendig geworden, mehr Land als Anbaufläche zu nutzen. Das gewonnene Land wurde als Artiga (frz. artigue, ‚frisch angebaut‘) bezeichnet. Dieser Begriff findet sich in vielen Ortsnamen wieder (Artiga : Artigue, Artigas, Artigat, Artigaou, Artige, Artigues, Artigos, Artigoeyte, Artigolles. Artiguemy, Artiguedieu, Artiguelaube, Artiguelongue, Artiguelouve, Artiguemale, Artiguenave, Artiguenause, Artiguevieille) und es lassen sich daraus Rückschlüsse auf die Entstehung einzelner Dörfer und Städte gewinnen. Aus der derzeitigen Forschungsperspektive lassen sich zwei Funktionen des Landesausbaus in Südwestfrankreich ableiten: „Die Bewegung hat sowohl die Bevölkerung konzentriert, als auch ihre Überschüsse aufgefangen.“

## Klima und Bodenbeschaffenheit
In der Region herrscht ein mildes, feuchtes Seeklima, wobei die jährliche Niederschlagsmenge lokal unterschiedlich ausfällt. Auch die Ausprägung der Böden ist sehr verschieden. In den Landes de Gascogne zum Beispiel dominiert schwarzer Lehm, der wegen seines hohen Tongehalts mit den damaligen Mitteln nur schwer zu bearbeiten war. Die Böden in den Hochebenen, im Périgord und im Agenais wiederum, sind größtenteils stark eisenhaltig und sauer.
Mit den großflächigen Waldrodungen veränderte sich die Naturlandschaft in der Region ein erstes Mal in Richtung Kulturlandschaft. Das heutige Aussehen erhielt die Gegend allerdings erst mit den langjährigen Drainage-Projekten ab der Frühen Neuzeit und der Bodenmelioration im 19. Jahrhundert. Die Weidewirtschaft auf saurer Erde ließ die Böden rasch degradieren und es entstand eine karge Heidelandschaft. Erst mit dem Eintreffen der Eisenbahn konnte Kalk in fast beliebiger Menge herangebracht werden, um die Böden zu neutralisieren, was dann eine intensive Landwirtschaft ermöglichte.

## Siedlungstypen
In der Zeit vom 11. bis zum 14. Jahrhundert entstanden in Südwestfrankreich mehr als 600 neue Dorfgemeinschaften und Städte, wobei verschiedene Siedlungstypen Modell standen.

### Castelnau
Der Siedlungstyp Castelnau (Plural: Castelnaus; auch Castelnaux) bildete sich um eine Motte oder um eine Burg aus Stein. Um zusätzlich Schutz vor Angreifern sowie Fernsicht zu gewinnen, wurde die Burg meist erhöht, zum Beispiel auf einen Felssporn angelegt. Die Häuser wurden entweder konzentrisch (als Kreis oder Bogen) und terrassenförmig um die Burg angelegt – wie zum Beispiel in Fourcès im Département Gers oder aber gestreckt, dem Felsrücken folgend. Auch weil viele dieser Siedlungen mit einer Stadtmauer umgeben waren, sind sie eng und kompakt gebaut. Gegründet wurden diese Siedlungen typischerweise von einem Lehnsherr, der auf der Burg residierte. Die Burg ist auch ein Ausdruck der Unsicherheit, die damals im Süden von Frankreich herrschte. Sie bot Schutz vor dem Zugriff rivalisierender Dynastien und vor marodierenden Banden. Zudem entsprach dieser Siedlungstyp in idealerweise der Vorstellung der Feudalherren.
Laut dem Historiker Charles Higounet fand die Blütezeit der Castelnaus zwischen 1100 und 1175 statt. Als Höhepunkt und gleichzeitiger Niedergang bezeichnet er die Erbauung von Lauzerte im Quercy.
Das Siedlungsmodell findet sich heute in viele Ortsnamen in Südwestaquitanien wieder. Orte wie Castelnau de Montratier, Castelnau de Montmirail und Castelnau-Magnoac zeugen davon.

### Sauveré
Im Gegensatz zu den Castelnaux bildeten sich die Sauverés vornehmlich auf Gebieten, die unter der Schirmherrschaft von Geistlichen standen rund um Kirchen, Abteien und Klöster. Besonders zwischen 1030 und 1144/1150 wurden viele Sauverés gegründet. Charles Higounet bezeichnet die sauverés als eine „[…] andauernde Verlängerung der Treuga Dei […] sie bot der Bevölkerung Schutz, ihren Gütern und Landarbeit die securitas [Sicherheit], indem sie mit dem Bann belegte, wer sie brach.“ Die Neusiedler bekamen von ihren Grundherren so viel Land zugeteilt, wie sie mit zwei Ochsen bearbeiten konnten. Die genaue Größe des Landes konnte daher schwanken. Die Neusiedler konnten von ihren Grundherren zu einer Kopfsteuer verpflichtet werden. Einige wenige Orte bekamen darüber hinaus ein Marktrecht. Das jeweilige Gebiet der Sauverés wurde durch Kreuze begrenzt, die symbolisierten, dass diese Gebiete unter dem Schutz des Gottesfriedens standen. Durch die Ortsnamen und durch die Urkundenbücher der Abteien und Klöster ist es möglich, die Herkunft der Dörfer und Städte zu identifizieren.
„Das umfangreichste kolonisatorische Unternehmen dieser Art wurde von den Johannitern im Comminges durchgeführt. Die Kommende von Saint-Clar gründeten in den ersten Jahrzehnten des 12. Jahrhunderts über 40 Sauvetés auf einer Fläche von ca. 800 Quadratkilometern.“

### Bastide

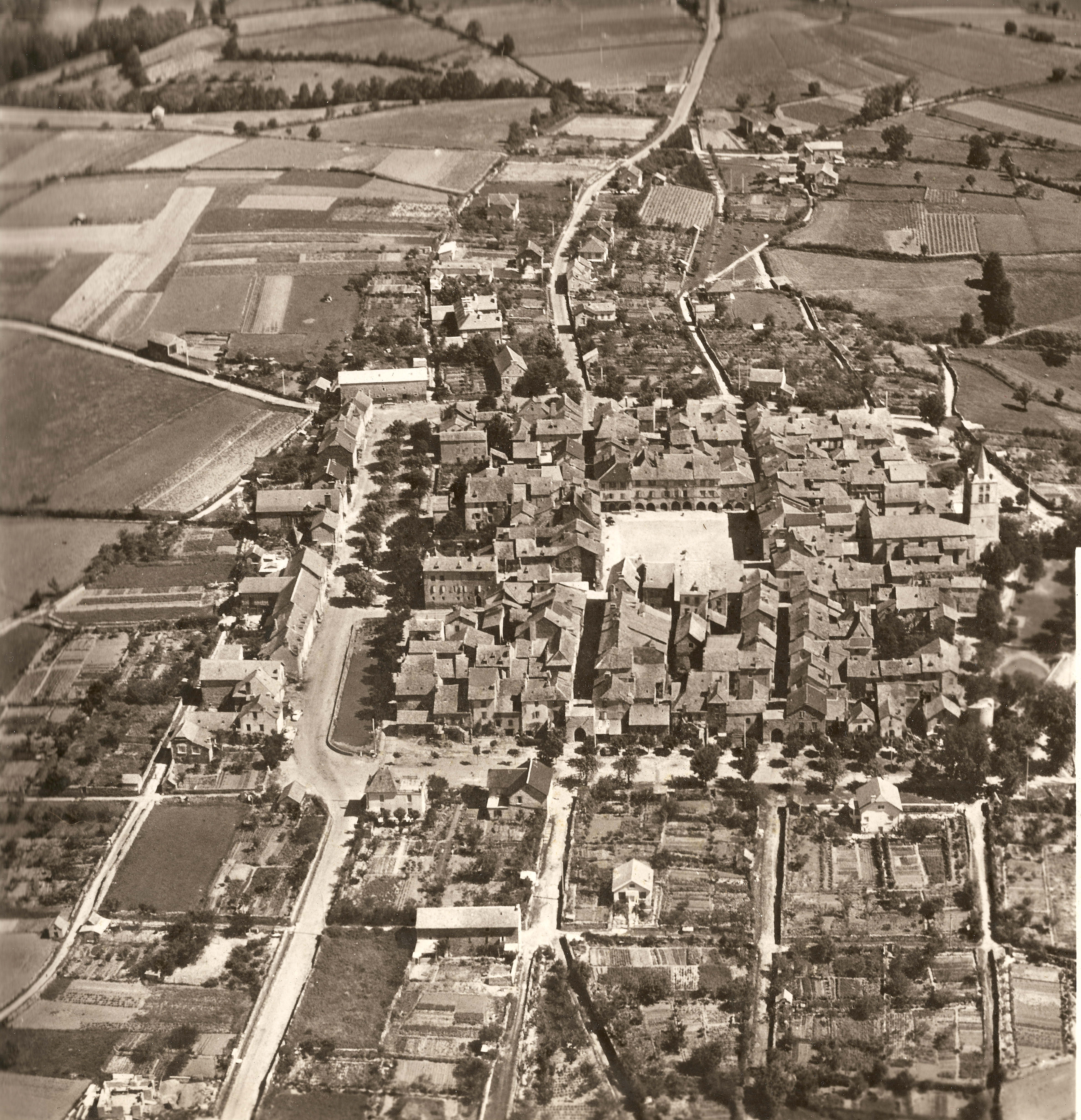
Beispiel für eine Bastide: Sauveterre-de-Rouergue

Der Begriff Bastide (occitanisch: bastir = „bauen“) ist die Bezeichnung eines Siedlungsmodells im Mittelalter in Südwestfrankreich. Dabei handelt es sich um Dorfgemeinschaften, welche zumeist einen zentralen Marktplatz und rechtwinklig angelegte Straßen aufweisen. Die Bastiden wurden entweder neu angelegt oder bereits bestehende Siedlungen erhielten den juristischen Status einer Bastide. Ihren Höhepunkt hatten die Bastiden in der zweiten Hälfte des 13. Jahrhunderts.

### Casale
Bei den casales handelt es sich um sorgfältig geplante und strukturierte Dorfgemeinschaften. Die Siedlungen werden „[…] in kleinen rechteckigen oder quadratischen Häuserblöcken angelegt, die ein System geometrischer Straßen zur Folge hat.“

## Push- und Pullfaktoren

### Für die Siedler
Der Landesausbau brachte viele Vorteile für die Neusiedler. Zum einen standen sie unter dem Schutz des Grundherren, zum anderen bedeutete es für sie Freiheit und einen bäuerlichen Betrieb. So entstand ein neuer gesellschaftlicher Mittelstand, der eine Überbrückung zwischen der unfreien Landbevölkerung und dem Adel bildete. Viele Grundherren gewährten den Neusiedlern Privilegien, wie beispielsweise die Milderung der Frondienste oder die Abgabenfreiheit.

### Für die Grundherren
Die Grundherren erhofften sich ihrerseits feste und dauerhafte Einkünfte durch die Neusiedler. Des Weiteren konnten durch die Neubesiedlung bzw. Wiederbesiedlung Landesteile wieder nutzbar gemacht werden, die durch Kriege verwüstet worden waren. Dies bedeutete für die Grundherren einen wirtschaftlich-finanziellen Zugewinn sowie die Stärkung ihrer Machtposition und die Vergrößerung ihres Herrschaftsgebietes. Charles Higounet vertritt die These, dass Grundherren auch militärisch-strategische Gründe für die Neusiedlung hatten. Er beobachtete eine Häufung von Bastiden innerhalb der englisch-französischen Grenzgebiete.
Die Motive der Grundherren sind derzeit in der Forschung umstritten.

## Die Rolle der Klöster
Eine wichtige Rolle innerhalb des Landesausbaus (sowohl in Frankreich als auch während der Deutschen Ostsiedlung) nahmen die Klöster und Ordensgemeinschaften ein. Bis zum Ende des 12. Jahrhunderts wurden circa 50 neue Ordenshäuser gegründet. Besonders der Zisterzienserorden war für die Neubesiedlung und Kultivierung von landwirtschaftlichen Flächen bedeutend. Die Zisterzienser verbanden das geistliche Leben mit praktischer Arbeit in der Landwirtschaft. Innerhalb von Frankreich wurde der Bau von neuen Klöstern und Stiftungen vom König gefördert. Eines der bekanntesten Zisterzienserklöster ist die Abtei Fontenay, die 1118 gegründet wurde. Die Reformklöster der Zisterzienser beteiligten sich im 12. und 13. Jahrhundert ebenfalls in einem unterschiedlichen Maße an der Landerschließung und errichteten einen Teil ihrer Wirtschaftshöfe (Grangien) auf neuen Weide- und Ackerflächen.

## Ende der Siedlungsbewegung
Ab dem Jahr 1320 konnte ein Rückgang in der aquitanischen Siedlungsbewegung festgestellt werden. Viele Bastiden und Sauvéres scheiterten bei ihrer Gründung, da nicht genügend Neusiedler gefunden werden konnten. Somit verebbte die Siedlungsbewegung trotz zahlreicher Versuche neue Gebiete zu erschließen. Auch von Seiten des Königs wurde versucht die Expansionen weiter zu betreiben, jedoch mit mäßigem Erfolg.